# Buk v Budlíně
Buk v Budlíně je buk lesní nacházející se v Přírodním parku Džbán v zalesněné oblasti zvané V Budlíně v katastrálním území Žerotín u Panenského Týnce v okrese Louny v Ústeckém kraji, poblíž trojmezí s okresy Rakovník a Kladno. Roste cca 1200 metrů vzdušnou čarou od Boru směrem na Dřevíč na skládce dřeva u účelové komunikace. Strom byl finalistou ankety Strom roku 2004, kde se umístil sedmý, a od stejného roku je chráněn pod statusem památný strom jako krajinná dominanta dosahující nadprůměrného růstu a věku.

## Popis
Strom je zástupcem druhu buk lesní (Fagus sylvatica L.) a nese název Buk v Budlíně. Je to dospělec starý 150–200 let. Dosahuje výšky 25 až 26 m a obvod kmene má ve výčetní výšce 382 cm, v 0,30 m pak 420 cm. Výška koruny je 20 m, šířka 19 m.
Zdravotní stav stromu je dobrý, v minulosti přišel o terminál (centrální kmen) a uprostřed koruny má suché větve. Možná vzniká nebo už vznikla v jeho kmenu dutina.

## Umístění

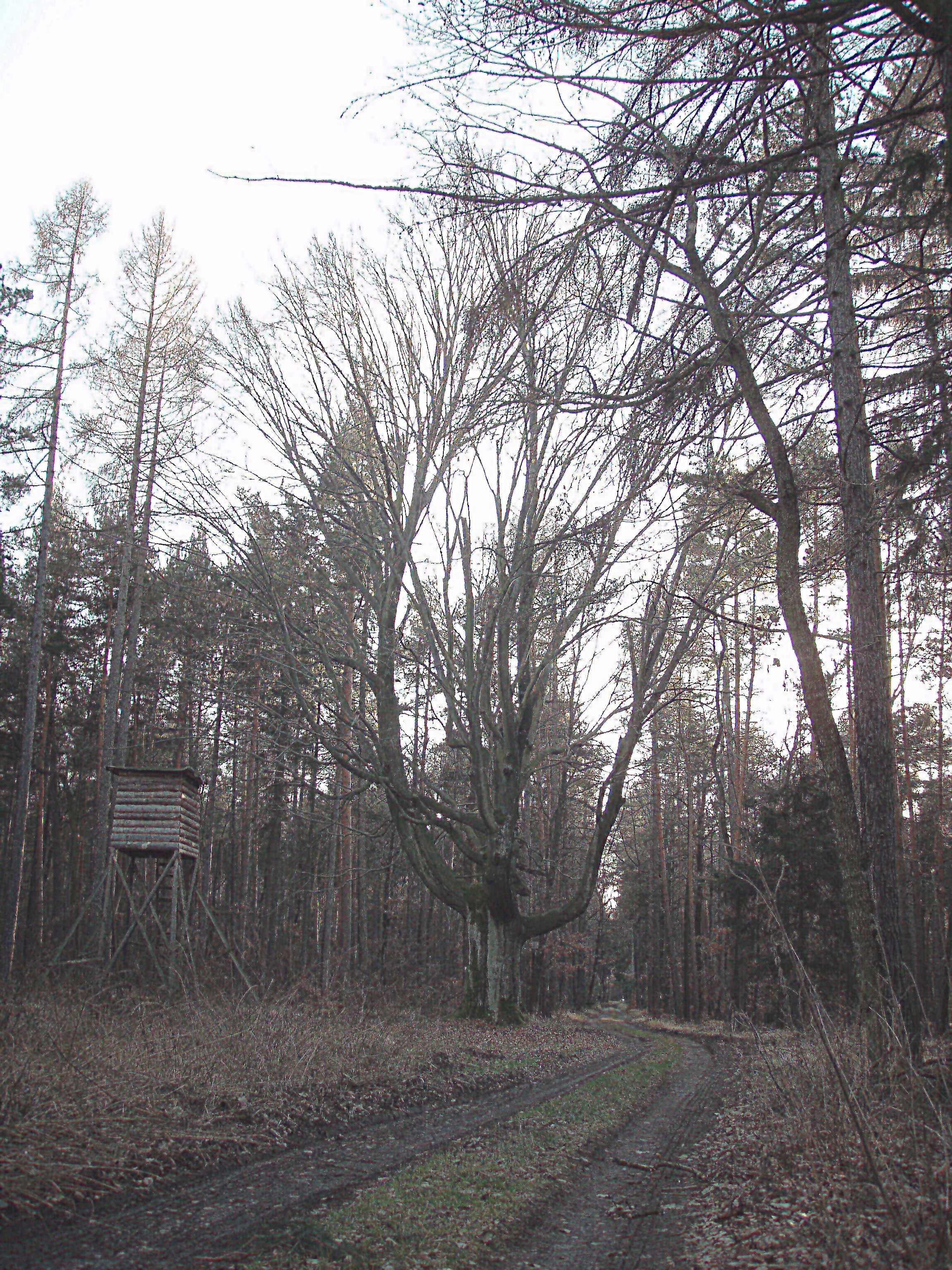
Opadaný Buk v Budlíně v lednu

Strom stojí v lokalitě zvané V Budlíně, v nadmořské výšce 462 m, v rozsáhlém komplexu téměř výhradně jehličnatého lesa, severozápadně od místa, kde se na silnici č. 23739 Peruc – Řevničov napojuje silnice č. 23711 od Boru. Nachází se v katastrálním území Žerotín u Panenského Týnce na parcele č. 832/1 na souřadnicích 50°14'48.776” s. š., 13°50'45.431” v. d. Lesy ČR vedou strom pod číslem 101833, stojí v porostní skupině 240 A 101 v lesním hospodářském celku MILÝ (dříve LUŽNÁ 3) spadajícím pod Lesní správu Lužná.
Oblast spadá do Přírodního parku Džbán a strom roste poblíž trojmezí okresu Louny s okresy Rakovník a Kladno, které se nachází asi 200 m severně od vsi Bor.

## Historie
V době, kdy byl strom zasazen, vlastnili panství Panenský Týnec Herbersteinové. Někdy v té době se začalo s mohutným vysazováním jehličnatých dřevin kvůli jejich rychlerostoucímu dřevu a jeho těžbě. Buk v Budlíně zůstal mezi tím málem stromů, které jejich majitelé ušetřili pro bukvice sloužící jako krmení pro divoká prasata. Od ostatních místních stejně starých buků se liší tím, že měl dost prostoru k tomu, aby se mohl pěkně rozrůst.

## Vyhlášení ochrany
Na výjimečnost stromu upozornili pověřený Městský úřad v Lounech v roce 2003 sami obyvatelé a na začátku roku 2004 začal proces prohlášení stromu za památný. Tak se stalo prostřednictvím rozhodnutí o vyhlášení ochrany památného stromu Městským úřadem Louny ze dne 25. května 2004, které nabylo účinnosti dne 17. června 2004. Od května 2003 je strom veden v evidenci významných stromů Lesů ČR.

### Důvod a způsob ochrany

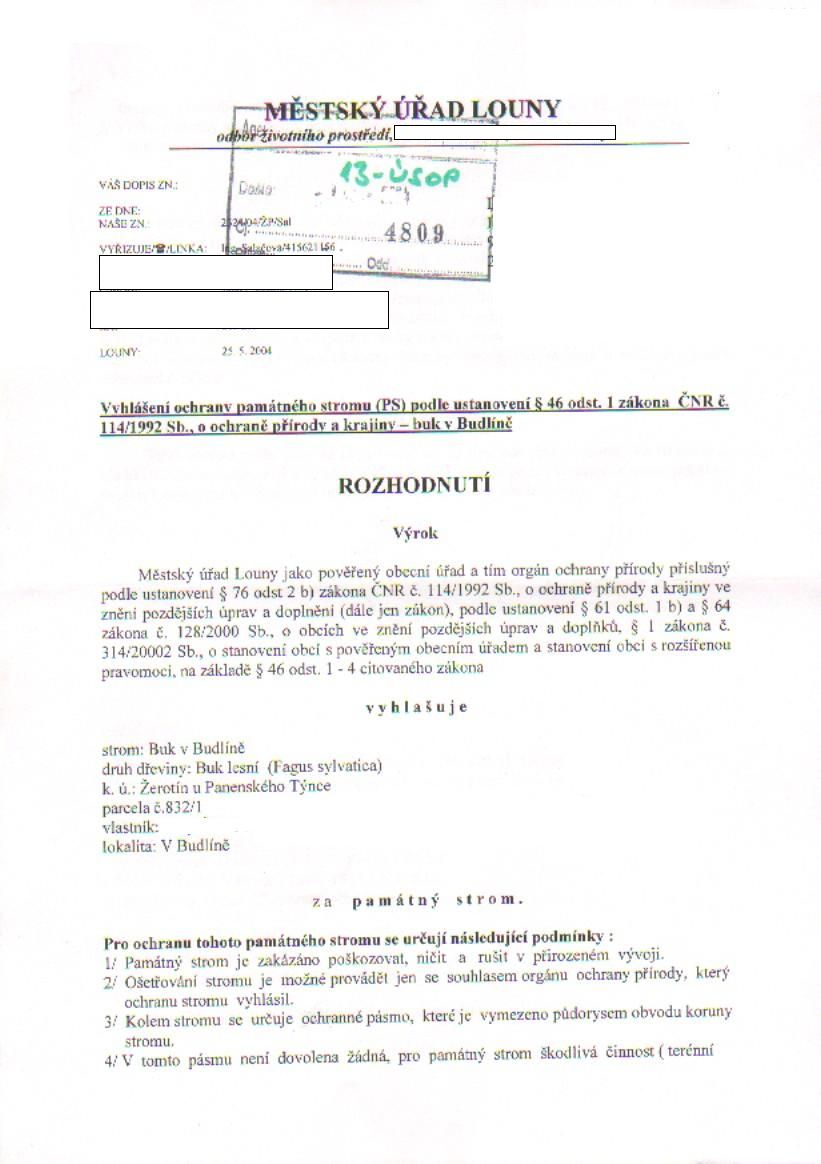
Rozhodnutí o vyhlášení ochrany památného stromu

Strom byl vyhlášen památným jako krajinná dominanta dosahující nadprůměrného růstu a věku. Pro ochranu platí pět podmínek:
- strom je zakázáno ničit, poškozovat a rušit v přirozeném vývoji
- ošetřovat strom lze jen se souhlasem odboru životního prostředí Městského úřadu Louny
- kolem stromu je stanoveno ochranné pásmo vymezené půdorysem obvodu jeho koruny
- v ochranném pásmu není povolena žádná činnost, která by stromu škodila, jako jsou například terénní úpravy, výstavba, odvodňování, chemizace apod.
- jakékoliv zásahy a opatření v ochranném pásmu je možno provádět pouze se souhlasem odboru životního prostředí Městského úřadu Louny

### Anketa Strom roku 2004
Buk v Budlíně se jako jediný z Ústeckého kraje stal finalistou soutěžní ankety Strom roku 2004, kterou pořádá Nadací Partnerství a jejíž vítězný strom získal na rok zdarma odbornou péči dendrologických specialistů. Do soutěže jej navrhla vedoucí oddělení životního prostředí Městského úřadu v Lounech Ing. Olga Salačová. 12 finalistů včetně Buku v Budlíně bylo vybráno z celkového počtu 87 návrhů komisí složenou z odborníků a osobností. Strom se umístil se 771 hlasy z celkového počtu 16498 odeslaných hlasů na sedmém místě. První skončila se 4817 hlasy šestikmenná lípa u základní školy v Zámrsku u Vysokého Mýta, druhý s 2793 hlasy památný jilm mezi Véskou a Pohořany u Olomouce a na třetím místě se umístily se 2693 hlasy jírovce v Dolních Kněžekladech u Týna nad Vltavou.

## Turistické cíle v okolí

### Památné a významné stromy
V okolí do cca 10 km se nachází nebo nacházelo více památných stromů (zaniklé jsou označeny symbolem †):
| - ve Bdíně (8 km) - Dub letní - v Kalivodech (10 km) - Buk lesní † - v Kozojedech (vzdušnou čarou 2,5 km, po silnici 13 km) - Buky lesní - Duby letní - Lípa malolistá - Lípa velkolistá - v Kroučové (7 km) - Lípa malolistá - ve Mšeci (10 km) - Buk lesní - Lípa velkolistá | - v Pozdni (11 km) - Duby u Pozdeně - Duby v Pozdni - v Přerubenicích (9 km) - Jasan ztepilý - v Ročově (vzdušnou čarou 5 km, po silnici 17 km) - Buk u Ročova † - Hrušeň u Křížů - Lípa u sv. Vojtěcha - Lípa v Ročově - Tis v Ročově - na Smolnici (8 km) - Lípa u fary ve Smolnici - Lípa zelená u kostela sv. Bartoloměje - v Srbči (6 km) - Dub letní |

### Další cíle

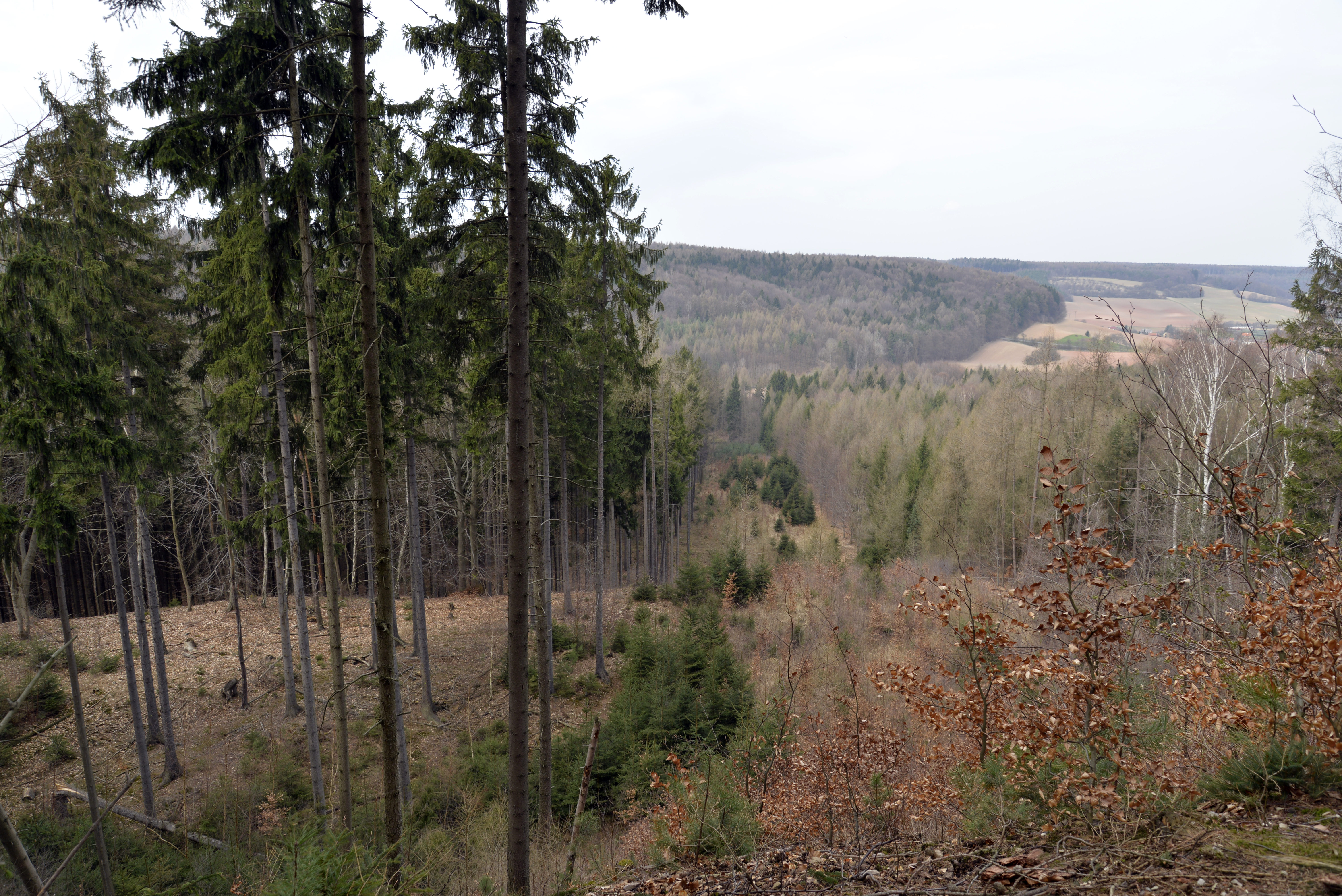
Výhled do krajiny přírodního parku Džbán z jižní části národní přírodní rezervace Malý a Velký štít

Ve vzdálenosti asi 340 m vzdušnou čarou na západ se nachází jižní část národní přírodní rezervace Malý a Velký štít (pěšky 660 m, 11 minut). Poblíž prochází zelená turistická značka, která vede od Pnětluk do Žerotína.
Zhruba 1,4 km vzdušnou čarou stejným směrem se nachází hradiště Dřevíč, které leží na červené turistické značce. (pěšky 3 km, 52 minut).
Severně, 1,4 km vzdušnou čarou leží na stejné zelené turistické značce jako jižní část NPP Malý a Velký štít studánka Čertovka a u ní severní část NPR Malý a Velký Štít (pěšky 2,1 km, 37 minut).
Nejbližší vsí je Bor, který je vzdálený vzdušnou čarou 1,2 km na jihovýchod (pěšky 2 km, 30 minut).